# Homograf

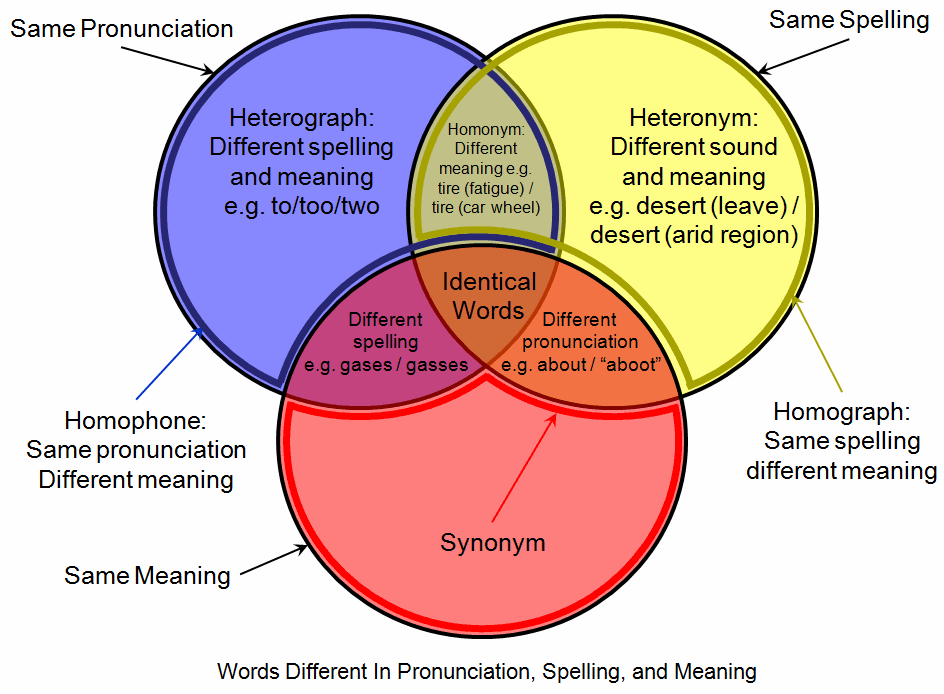
Venndiagram över homografer och relaterade begrepp.

Homografer är två eller flera ord som stavas likadant men som kan uttalas olika (se exempel i tabellen nedan; för fler exempel se Lista över svenska homografer). De har oftast även olika betydelser.
| homograf | ord 1                     | ord 2              |
| -------- | ------------------------- | ------------------ |
| anrika   | [ànríka] (rik på anor)    | [ǎnríka] (utvinna) |
| banan    | [bànan] (förutsägbar väg) | [banán] (frukt)    |
| lounge   | [lòuŋe] (lodjursunge)     | [lâondʒ] (väntrum) |

Avstavningshomografer är en undergrupp homografer som också är sammansatta ord, där betydelsen beror på var ordgränserna läses. 
| Avstavningshomograf | Avstavning 1                                              | Avstavning 2                                         | Avstavning 3                        |
| ------------------- | --------------------------------------------------------- | ---------------------------------------------------- | ----------------------------------- |
| bildrulle           | bil- + drulle                                             | bild- + rulle                                        |                                     |
| finskor             | fin- + skor (gå-bort-skor)                                | finsk- + or (kvalster med hemvist i Finland)         | finskor (kvinnor från Finland)      |
| fulhambo            | Fulhambo (en person som bor i stadsdelen Fulham i London) | ful- + hambo (sämre variant av dansen hambo)         |                                     |
| glasskål            | glas- + skål (skål av glas)                               | glass- + skål (skål avsedd för glass)                |                                     |
| glasstrut           | glas- + strut                                             | glass- + strut                                       | glass- + trut                       |
| inkastat            | in- + kastat                                              | inka- + stat                                         |                                     |
| jasägare            | ja- + sägare (en person som alltid håller med)            | ja- + sägare (de två deltagarna i en vigselceremoni) | jas- + ägare (en ägare av JAS-plan) |
| ostrikt             | o- + strikt (oprecis; ledig)                              | ost- + rikt (rikligt med ost)                        |                                     |

## Exempel från andra språk
Nedan listas några exempel på några olika språk som normalt använder latinska alfabetet.
| Språk     | Ord     | Uttal 1    | Betydelse 1        | Uttal 2    | Betydelse 2               |
| --------- | ------- | ---------- | ------------------ | ---------- | ------------------------- |
| afrikaans | ballas  | [ballás]   | barlast            | [bállas]   | testikel                  |
| danska    | vandret | [vand-ret] | vågrät             | [vand-ret] | vandrat                   |
| engelska  | wind    | [wajnd]    | dra upp en klocka  | [wɪnd]     | vind (blåst)              |
| franska   | vis     | [vis]      | skruv              | [vi]       | såg, i betydelsen tittade |
| svenska   | banan   | [baˈnɑːn]  | frukten banan      | [ˈbɑːnˌan] | spåret, vägen             |
| tyska     | modern  | [modérn]   | moderiktig, modern | [módern]   | förruttnelse              |